# Pantà de la Font
El pantà de la Font és un pantà del terme municipal de Torrefarrera, situat en una petita vall per on transcorre el torrent anomenat Séquia de l'Àliga. Les aigües queden represades mitjançant un terraplè de terres disposat al límit oest i sobretot al límit sud, formant una resclosa. Es tracta d'un pantà destinat a usos agraris (reg i abeurament de ramats), que ocupa en conjunt unes 2,90 Ha. Se situa en un entorn totalment agrari, amb camps de fruiters, cereals i granges ramaderes i represent a un punt de diversificació ambiental en una zona molt transformada i de molt baixa biodiversitat.
Pel que fa a la vegetació, destaca el canyissar de la cua de l'embassament. No hi ha vegetació de ribera diferenciada, només alguns pollancres (Populus nigra) aïllats. Pel que fa a la fauna, s'hi ha detectat diversos ocells d'aiguamoll (balquer, ànecs collverds, etc.), així com l'arpella (Circus aeruginosus). El pantà experimenta una certa sobrecàrrega ramadera. Al seu entorn hi ha alguns abocaments de runes i residus diversos. Hi ha diverses línies elèctriques i telefòniques als marges. Les seves aigües, que s'usen per a usos agraris, estan força eutrofitzades i presenten variacions importants de nivell.